# Rényi Kató
Rényi Kató (Budapest, 1924. október 24. – Budapest, 1969. augusztus 31.) magyar matematikus, a matematikai tudományok kandidátusa, Rényi Alfréd felesége.

## Életpályája
Schulhof Ödön orvos és Jahoda René lánya. Apai nagyszülei Schulhof Salamon Sámuel (1848–1913) tőzsdei alkalmazott és Amster Gizella (1856–1899), anyai nagyszülei Jahoda Adolf és Braun Terézia voltak. Egyetemi tanulmányait a budapesti egyetemen kezdte 1942-ben, 1945-ben a szegedi, majd 1946–1947-ben a leningrádi egyetemen folytatta, majd budapesti tudományegyetemen fejezte be 1949-ben. 1950-ben tanársegéd lett, 1951–1954-ben Turán Pál vezetése alatt aspiráns volt. 1954–1958 között tanársegéd, majd 1958–1962 között adjunktus, 1963-tól pedig haláláig docens az Eötvös Loránd Tudományegyetem I. sz. analízis tanszékén.

## Munkássága
Tudományos munkásságot a komplex függvénytan területén fejtett ki. 21 tudományos dolgozata jelent meg.

## Főbb művei
- On a conjecture of G. Pólya (Acta Math. Acad. Sci. Hung., 1956)
- On multiple zeros of derivatives of periodic entire functions (Int. Congress of Math., Edinburgh, 1958)
- Néhány megjegyzés trigonometrikus polinomokról (Matem. L., 1959)

## Emlékezete
A Bolyai János Matematikai Társulat Rényi Kató-emlékdíjat hozott létre. Az emlékdíjat azok a fiatalok nyerhetik el, akik még az egyetemi oklevél megszerzése előtt számottevő önálló tudományos eredményeket értek el a matematikában.